# Niedersynderstedt
Niedersynderstedt ist ein Ortsteil der Stadt Blankenhain im Landkreis Weimarer Land, Thüringen.

## Geografie
Niedersynderstedt liegt nordöstlich der Stadt Blankenhain an der Bundesautobahn 4, etwa 800 m von der Anschlussstelle entfernt. Die Gemarkung des Ortes liegt rechts und links der Straße von Magdala nach Blankenhain. Die Fließgewässer sind etwas mit Bäumen und Sträuchern begrünt.

## Geschichte
Am 24. Juni 1227 fand die erste urkundliche Registrierung des Dorfes statt. Der Ort wurde erstmals in einem vor 900 anzusetzenden Güterverzeichnis der Reichsabtei Fulda als Sinthersteti erwähnt. Niedersynderstedt hat 161 Einwohner (Stand: 1. April 2008). Der Ort war und ist landwirtschaftlich geprägt.

## Kirche
Erstmals wurde eine Kirche 1140 und die Pfarrei 1333 erwähnt. Der große Kanzelbau mit seiner bäuerlichen Bemalung und Vergoldung ist der reichste Schmuck der sonst eher schlichten Kirche. Wahrscheinlich stammt er aus dem Jahr 1718. Die älteste Jahreszahl 1550 ist an diesem Gotteshaus über einem Chorfenster angebracht. Bei Ausgrabungen wurde östlich der Kirche ein großes Gräberfeld aus dem sächsischen Bruderkrieg gefunden. Des Weiteren fand man Grundmauern einer sehr alten Kirche oder Kapelle. Ein vergoldeter Kelch aus dem 14. Jahrhundert trägt die Inschrift „Maria hlf, iesus hlf“ und ist mit Weihekreuzen versehen. Zum Pfarrsprengel gehörten seit der Reformation auch Obersynderstedt, Tromlitz, Loßnitz und Söllnitz.

## Persönlichkeiten
- Willy Gebhardt (* 1901 in Niedersynderstedt; † 1973 in Erfurt), Redakteur, Parteifunktionär der KPD, Buchenwald-Häftling, Thüringer Innenminister und Ratsvorsitzender des Bezirks Erfurt.
- Ehrhart Neubert, (* 1940 in Herschdorf; † 2024), Theologe und DDR-Oppositioneller, war Pfarrer in Niedersynderstedt.
- Gottfried Albin de Wette, (* 1697 in Niedersynderstedt; † 1768 in Mellingen), Pfarrer und Chronist in Weimar